# Collines de Latgale
Les collines de Latgale (letton : Latgales augstiene ; latgalien : Latgolys augstaine) sont une chaîne de collines en Lettonie, situées dans la région de Latgale dont elles tirent leur nom. Leur point culminant est le Lielais Liepukalns avec une altitude de 290 m.
Les collines abritent le parc national de Rāzna et le deuxième plus grand lac du pays, le lac Rāzna.

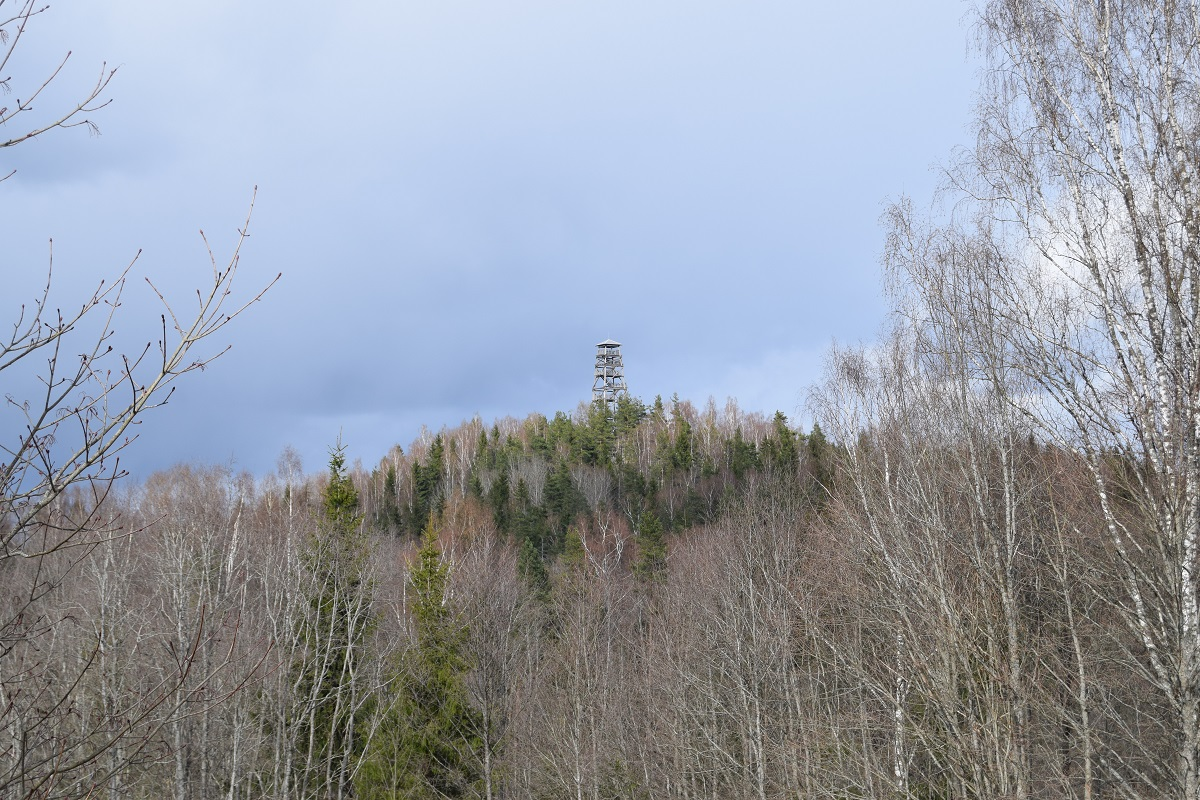
Vue sur le Lielais Liepukalns.

## Sources
- (lv) Cet article est partiellement ou en totalité issu de l’article de Wikipédia en letton intitulé « Latgales augstiene » (voir la liste des auteurs).